# Lithacodia confusa
Lithacodia confusa là một loài bướm đêm trong họ Noctuidae.